# Polizeiruf 110: Variante Tramper
Variante Tramper ist ein deutscher Kriminalfilm von Gerald Hujer aus dem Jahr 1989. Der Fernsehfilm beruht auf dem gleichnamigen Roman von Klaus Möckel und erschien als 126. Folge der Filmreihe Polizeiruf 110.

## Handlung
Der junge Kai-Dieter Kutscher überfährt mit überhöhter Geschwindigkeit in einer Kurve ein Mädchen und begeht Fahrerflucht. Das Kind verstirbt noch am Unfallort. Eine Zeugin kann nur aussagen, dass der Fahrer jung war. Kai gesteht die Tat seiner Mutter Angela. Diese alarmiert ihren geschiedenen Mann Ralph Jonas, der den beim Unfall beschädigten Wartburg versteckt und Angela rät, den Wagen als gestohlen zu melden. Angela organisiert zudem Kais Abreise aus der Stadt. Er soll die nächste Zeit bei einer Tante auf dem Dorf wohnen, obwohl er sich lieber der Polizei stellen würde. Auf keinen Fall will Angela, dass ihr Sohn seine Zukunft verbaut und wegen des Unfalls nicht weiterstudieren kann. 
Auf der Rückfahrt zu seiner jetzigen Ehefrau Helma Jonas sieht Ralph einen trampenden Punk am Straßenrand stehen. Er nimmt den jungen Mann mit, der sich als Jochen Pankaus vorstellt. Ralph bittet ihn, ihm kurz zu helfen, sein Boot zu Wasser zu lassen. Auf dem Seegrundstück lässt Ralph ihn jedoch mit einigen Flaschen Bier allein und ruft Helma an. Sie soll zum versteckten Unfallwagen fahren und mit ihm zu einem stillgelegten Bahnhofsgelände kommen. Hier setzt Ralph Jochen ab, da er plötzlich einen wichtigen Termin habe. Ein Regenschauer geht nieder und so hält Jochen das nächste Auto an, das auf dem verlassenen Gelände erscheint: Der Unfallwagen, den die verkleidete Helma fährt. Während der Fahrt, die an Jochens Haus endet, wechseln beide die Fahrerplätze. Am nächsten Tag wird Jochen verhaftet, stand das als gestohlen gemeldete Unfallauto doch vor seinem Haus im Parkverbot. Jochen ist nun verdächtig, den Wagen gestohlen und mit ihm den Unfall verursacht zu haben. Beweise dagegen hat er kaum, auch wenn Spuren im Gras zeigen, dass er getrampt ist, und er auch das Grundstück wiederfindet, zu dem Ralph ihn gebracht hat. Es gehört jedoch nicht Ralph, sondern dem alten Krebs, der bei der Beschreibung von Wagen und Fahrer sofort an Ralph denken muss. Er deckt ihn jedoch und beginnt, ihn zu erpressen. Wenig später wird Krebs tot auf seinem Grundstück aufgefunden.
Jochen sitzt in Untersuchungshaft, wobei der Punk auch unter den Ermittlern mit Vorurteilen zu kämpfen hat. Vor allem Thomas Grawe erweist sich als sehr skeptisch bezüglich der Geschichten, die er erzählt. Jochen vertraut daher Peter Fuchs an, dass der Fahrer zunächst weiterfuhr, bevor er zurücksetzte und ihn mitnahm. Durch Hinweise von Nachbarn kommen die Ermittler schließlich auf Ralph, der von Jochen als Fahrer identifiziert wird. Jochen kann auch Helma als Fahrerin des Unfallwagens wiedererkennen. Helma gibt zur Überraschung der Ermittler an, Krebs erschlagen zu haben, der ihren Mann erpresst hatte. Auch der Unfallverursacher ist am Ende schnell ermittelt: Gegen den Willen seiner Eltern stellt sich Kai freiwillig der Polizei, weil er die Taktik seiner Familie zu seinem Schutz emotional nicht mehr verkraftet und mit der Schuld nicht leben kann.

## Produktion
Variante Tramper wurde vom 15. September bis 25. November 1988 in Königs Wusterhausen, Zeuthen, Eberswalde, Zehdenick, Schildow,  Lehnstedt, Kallinchen und Jena-Cospeda gedreht. Die Kostüme des Films schuf Evelyn Gesper, die Filmbauten stammen von Rose-Marie Halfpap. Der Film erlebte am 19. Februar 1989 im 1. Programm des Fernsehens der DDR seine Premiere. Die Zuschauerbeteiligung lag bei 41,4 Prozent.
Es war die 126. Folge der Filmreihe Polizeiruf 110. Hauptmann Peter Fuchs ermittelte in seinem 76. Fall und Oberleutnant Thomas Grawe in seinem 17. Fall.